# تيد روبرتس
تيد روبرتس (بالإنجليزية: Ted Roberts)‏ هو كاتب سيناريو أسترالي، ولد في 17 أبريل 1931، وتوفي في 23 فبراير 2015.

## وصلات خارجية
- تيد روبرتس على موقع IMDb (الإنجليزية)
- تيد روبرتس على موقع ميوزك برينز (الإنجليزية)
- تيد روبرتس على موقع قاعدة بيانات الفيلم (الإنجليزية)
- تيد روبرتس على موقع كينوبويسك (الروسية)